# Wear OS
Wear OS, do března 2018 znám jako Android Wear, je verze operačního systému Android, která je určená pro nositelné chytré zařízení (wearables), konkrétně pro chytré hodinky. Hodinky s Wear OS se dají spárovat pomocí Bluetooth s chytrým telefonem, který běží na systému Android 4.3 a novější či na systému Android 8.2 a novější.

Následně po propojení s telefonem, je možné na hodinkách s Wear OS přijímat notifikace z chytrého telefonu, být připojen k internetu, uskutečnit hovor (pokud hodinky hardwarově umožňují) a další věci. Systém samotný umožňuje instalaci aplikací přímo do zařízení hodinek.
Systém byl poprvé uveden v 18. března 2014.

## Seznam výrobců chytrých hodinek se systémem Wear OS
Někteří z výrobců hardwaru pro hodinky
- Samsung
- Xiaomi
- TAG Heuer
- Google
- TicWatch
- Misfit
- Movado
- Michael Kors
- Diesel
- Louis Vuitton
- Montblanc
- ZTE
- Casio